# Voto (Spagna)
Voto è un comune spagnolo di 2.503 abitanti situato nella comunità autonoma della Cantabria.